# Dennis Miller

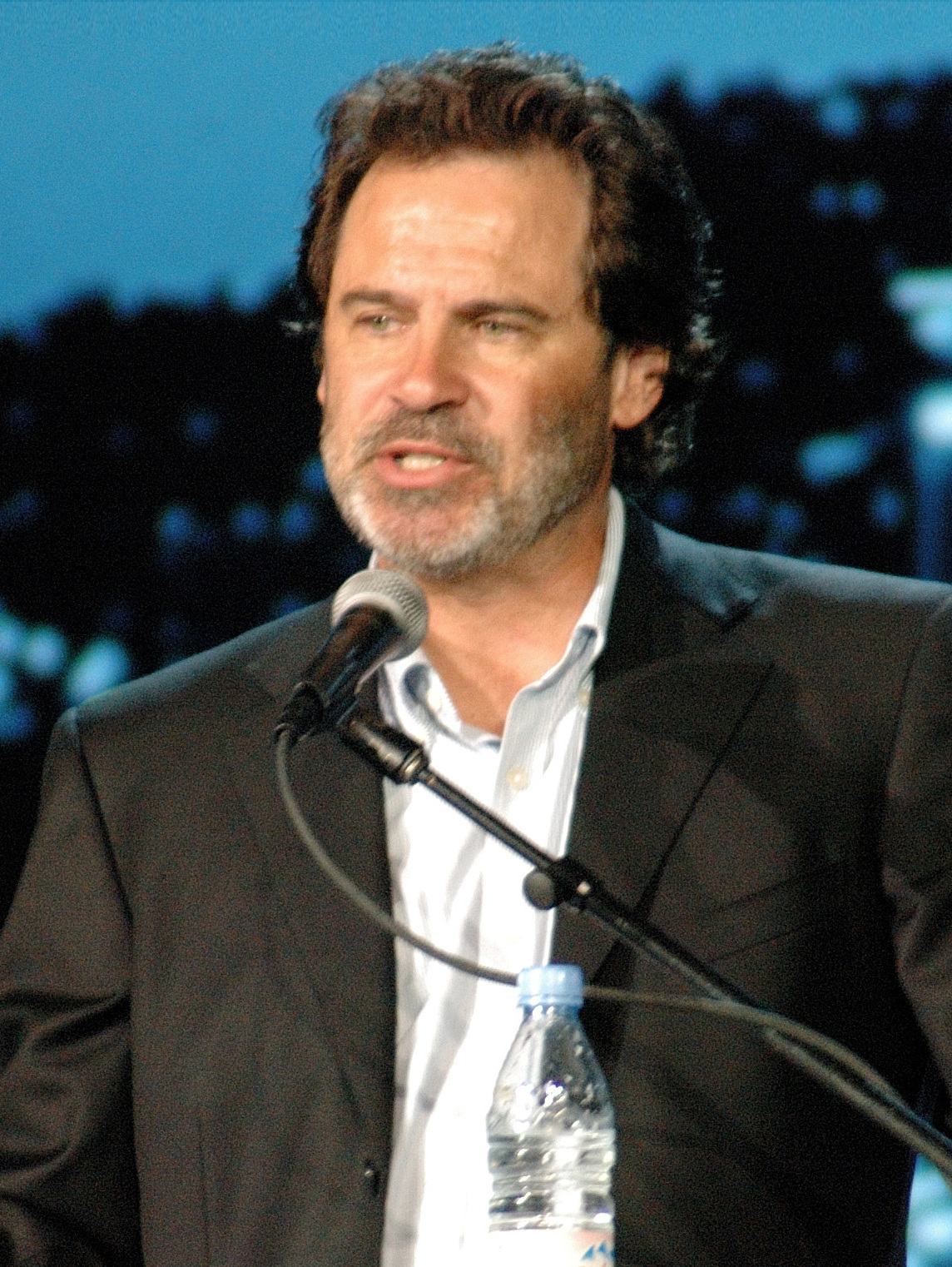
Dennis Miller, 2005

Dennis Miller (* 3. November 1953 in Pittsburgh, Pennsylvania) ist ein US-amerikanischer Komiker, Schauspieler, Drehbuchautor und Filmproduzent.

## Biografie
Miller studierte in Pittsburg Journalismus, bevor er in den frühen 1980er Jahren seine Karriere als Stand-Up-Comedian in New York City und Los Angeles begann. Bei einem seiner Auftritte wurde Miller von Lorne Michaels entdeckt und Ensemblemitglied der Comedy-Show Saturday Night Live. Bis 1991 trat er in der Sendung auf und schrieb für sie Sketche.
In den Jahren 1994 bis 2002 trat er in der Comedy-Show Dennis Miller Live auf, die er mitproduzierte und für die er Drehbücher schrieb. Als Drehbuchautor gewann er in den Jahren 1994, 1995, 1996 und 1998 den Emmy Award; in den Jahren 1997 und 1999 wurde er für den Emmy Award nominiert. Als Produzent wurde er 1994, 1995, 1997, 1999 und 2000 für den Emmy Award nominiert; 1996 gewann er den Emmy Award. Als Comedian wurde er 1999 für den Emmy Award nominiert. In den Jahren 1996, 1997, 1999 und 2001 gewann er den Writers Guild of America Award; in den Jahren 2000 und 2003 wurde er für den gleichen Preis nominiert.
Im Thriller Enthüllung (1994) spielte Miller an der Seite von Michael Douglas und Demi Moore die Rolle von Mark Lewyn, im Thriller Das Netz (1995) trat er neben Sandra Bullock auf. Für seine Darstellung in der Fernsehshow Dennis Miller: State of the Union Undressed (1995) gewann er 1996 den American Comedy Award. Im Thriller Never Talk To Strangers – Spiel mit dem Feuer (1995) spielte er den Nachbar und Freund von Dr. Sarah Taylor, die Rebecca De Mornay verkörperte. In der Horrorkomödie Geschichten aus der Gruft: Bordello of Blood (1996) übernahm er die Hauptrolle des Privatdetektivs Rafe Guttman. Für seine Darstellung in der Fernsehkomödie The Raw Feed (2003) wurde er 2003 für den Emmy Award nominiert.
Während Miller zunächst als links-liberaler Demokrat galt, wurde er, besonders durch 9/11 beeinflusst, zum überzeugten Republikaner. Ab 2004 trat er auch regelmäßig in der Fox News Talkshow The O'Reilly Factor auf, wo er zusammen mit Bill O’Reilly satirisch über tagespolitische Themen debattierte. Beide treten auch gemeinsam in einer Bühnenshow mit dem Titel Bolder and Fresher auf.
Von März 2020 bis 2022 war Miller Moderator der Show Dennis Miller + One auf RT.
Miller ist seit dem Jahr 1988 mit dem ehemaligen Model Carolyn Espley verheiratet und hat zwei Kinder.

## Filmografie (Auswahl)
- 1985–1991: Saturday Night Live (Comedy-Show, auch Drehbuchautor)
- 1994–2002: Dennis Miller Live (Comedy-Show, auch Drehbuchautor und Produzent)
- 1994: Enthüllung (Disclosure)
- 1995: Das Netz (The Net)
- 1995: Dennis Miller: State of the Union Undressed
- 1995: Never Talk To Strangers – Spiel mit dem Feuer (Never Talk to Strangers)
- 1996: Geschichten aus der Gruft: Bordello of Blood (Bordello of Blood)
- 1997: Mord im Weißen Haus (Murder at 1600)
- 2001: Joe Dreck (Joe Dirt)
- 2003: The Raw Feed (auch Drehbuchautor und Produzent)
- 2003: Boston Public (drei Episoden als Charlie Bixby)
- 2005: Thank You for Smoking
- 2008: Love Vegas (What Happens in Vegas)